# Düzce
Pour la province, voir Düzce (province).
Düzce est une ville de Turquie, préfecture de la province du même nom, située au bord de la mer Noire. La ville est éprouvée par le violent séisme qui l'affecte le 12 novembre 1999 avec 845 morts et près de 5 000 blessés.
L'université de Düzce y a été créée en 2006.